# Xacobeo Galicia
El Xacobeo Galicia fue un equipo ciclista español de categoría Profesional Continental que participaba en los Circuitos Continentales UCI (principalmente en el UCI Europe Tour), así como en aquellas carreras del UCI World Calendar (antes UCI ProTour) a las que fue invitado. El equipo estaba integrado en el programa de pasaporte biológico de la UCI, y tenía una "Wild Card", por lo que puede asistir a las carreras ProTour. Fue creado el 29 de mayo de 2006 por la Junta de Galicia bajo el nombre Fundación Ciclismo Galego, convirtiéndose en el primer equipo ciclista profesional gallego y desapareció a fines de 2010, tras el retiro de apoyo de la misma y al no encontrar patrocinadores privados.

## Historia

### Creación

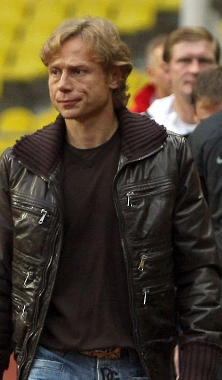
Valery Karpin.

#### Gestación del proyecto
Durante el año 2006 la Junta de Galicia, a través de la Fundación Ciclismo Gallego, impulsó la creación de un nuevo equipo ciclista profesional gallego, a semejanza del Euskaltel-Euskadi vasco auspiciado por la Fundación Euskadi, que llevaba en el pelotón desde 1994.
El proyecto, además del apoyo económico del gobierno gallego, contó con la participación del exfutbolista Valery Karpin. El ruso, afincado en la zona tras su paso por el R. C. Celta de Vigo, se había convertido en un empresario del sector inmobiliario a través de su sociedad Valery Karpin S. L. y tenía en cartera varios proyectos urbanísticos en Vigo.
De esa forma, el proyecto de equipo ciclista de la Fundación se materializó como Karpin Galicia, en correspondencia con sus dos patrocinadores principales. La escuadra realizaría su debut en 2007 como un conjunto de categoría Continental Profesional (equivalente a una segunda división, por debajo de los equipos ProTour), con un presupuesto de 3,7 millones de euros. El 67% del presupuesto correspondería a capital privado (fundamentalmente de la empresa de Karpin, aunque también figuraba entre otros la caja de ahorros Caixanova) y el 33% restante procedería de las arcas públicas, manteniéndose dicha correlación en el organigrama del Patronato de la Fundación con Valery Karpin como presidente y la consejera gallega de Cultura y Deportes Ánxela Bugallo como vicepresidenta.
La Fundación Ciclismo Galego fue constituida legalmente el 11 de julio de 2006. En ese momento se aseguró que el proyecto tenía asegurado el respaldo económico para tres temporadas.

#### Contratación de Pino y corredores

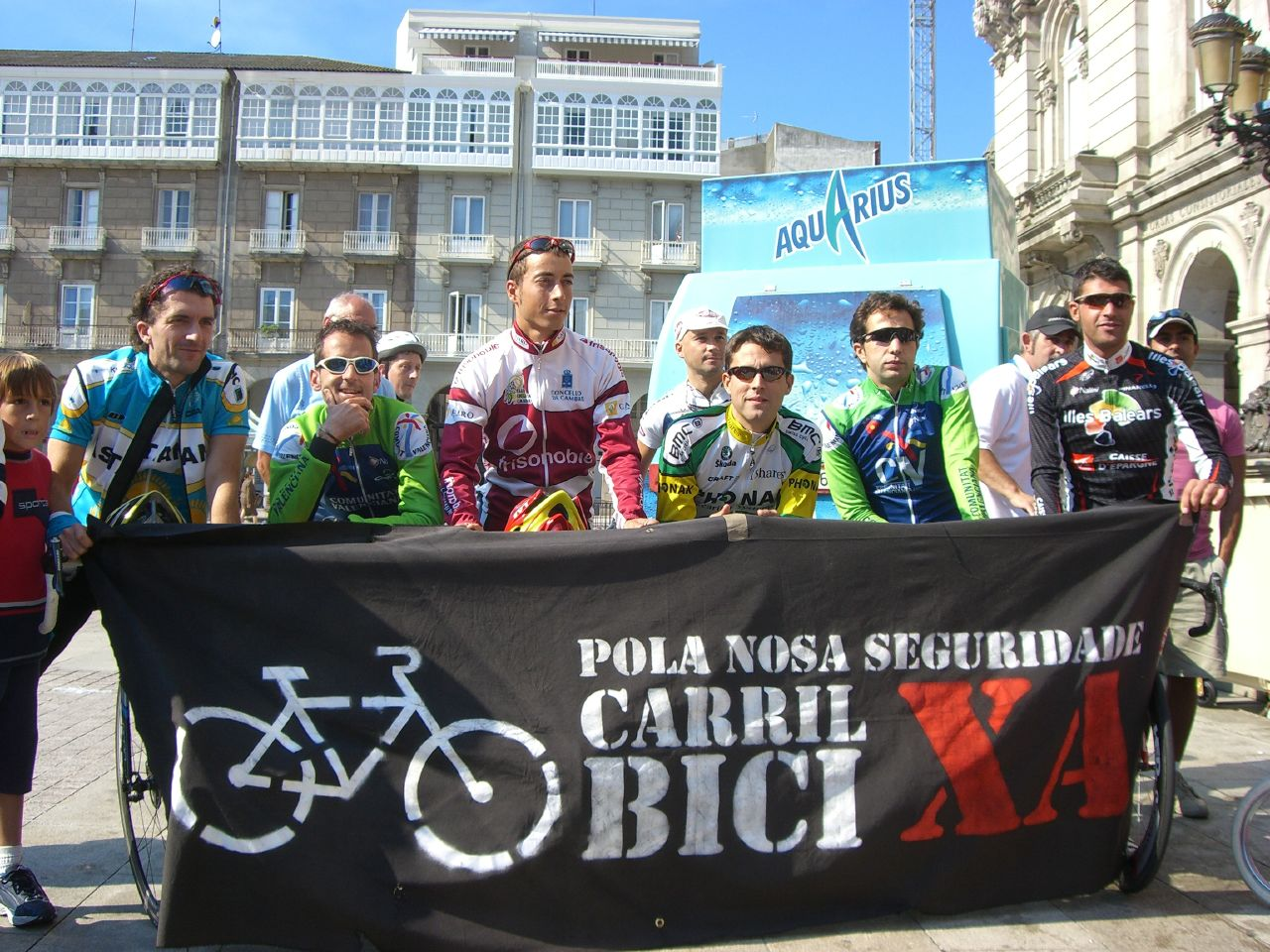
Corredores gallegos reivindicando el carril bici en 2006. De izq. a dcha. son:
- Marcos Serrano (Liberty/Astana)
- Eze Mosquera (Comunitat Valenciana)
- Gonzalo Rabuñal (amateur)
- Luis Fernández Oliveira (Phonak)
- David Blanco (Comunitat Valenciana)
- Óscar Pereiro (Caisse d'Epargne)
Los cuatro primeros coincidieron en el Karpin Galicia la siguiente temporada en el primer año de la escuadra gallega, Blanco llegó a firmar un precontrato aunque finalmente renunció y Pereiro acudió a la presentación oficial en apoyo al proyecto.

El nacimiento del equipo se produjo en medio de la desaparición de varios equipos ciclistas españoles, incluyendo estructuras como el Liberty Seguros-Würth de Manolo Saiz (continuador de la ONCE) o el Comunidad Valenciana de Vicente Belda (continuador del Kelme). Ambos conjuntos desaparecieron tras verse implicados en la Operación Puerto, una investigación antidopaje que desarticuló una red de dopaje liderada por el doctor Eufemiano Fuentes, y de la que serían clientes la mayor parte de los corredores de ambas escuadras. Marcos Serrano, Isidro Nozal y Eladio Jiménez, los tres identificados por la Guardia Civil como presuntos clientes de la red de Fuentes, fueron contratados por el Karpin Galicia. Aunque se había llegado a firmar un precontrato con David Blanco, también identificado, el ciclista renunció finalmente al preacuerdo mediante un comunicado en el que explicó su deseo de no formar parte del equipo gallego alegando motivos personales.
El director deportivo principal sería a petición del propio Valery Karpin el exciclista gallego Álvaro Pino, quien años atrás había anunciado su marcha del ciclismo después de ser despedido en 2004 de su puesto de director en el Phonak por los positivos de Tyler Hamilton y Santi Pérez. El nombre de Pino había aparecido también en la investigación de la Operación Puerto, ligado a los nombres de Hamilton y Pérez, identificados también por el instituto armado como clientes de la red del doctor Fuentes.
El equipo formó para su debut en 2007 una plantilla de diecinueve ciclistas, todos ellos (salvo el ruso Eduard Vorganov) de nacionalidad española, combinando corredores gallegos con otros que no lo eran. Además de los tres anteriormente mencionados, entre esos corredores españoles estaban ciclistas como David Herrero, Santos González y Ezequiel Mosquera.

#### Presentación oficial
Tras desvelarse el diseño de su maillot de debut, configurado en tonos claros y con predominio del blanco, el equipo realizó su primera concentración en grupo en la Costa de la Muerte a mediados de enero de 2007.
La presentación oficial de la escuadra se realizó el 20 de enero en Vigo, con el exciclista Miguel Induráin (pentacampeón del Tour de Francia en 1991-1995) como padrino y con la presencia del ciclista gallego Óscar Pereiro (Caisse d'Epargne), finalmente ganador del Tour de Francia 2006.

### 2007

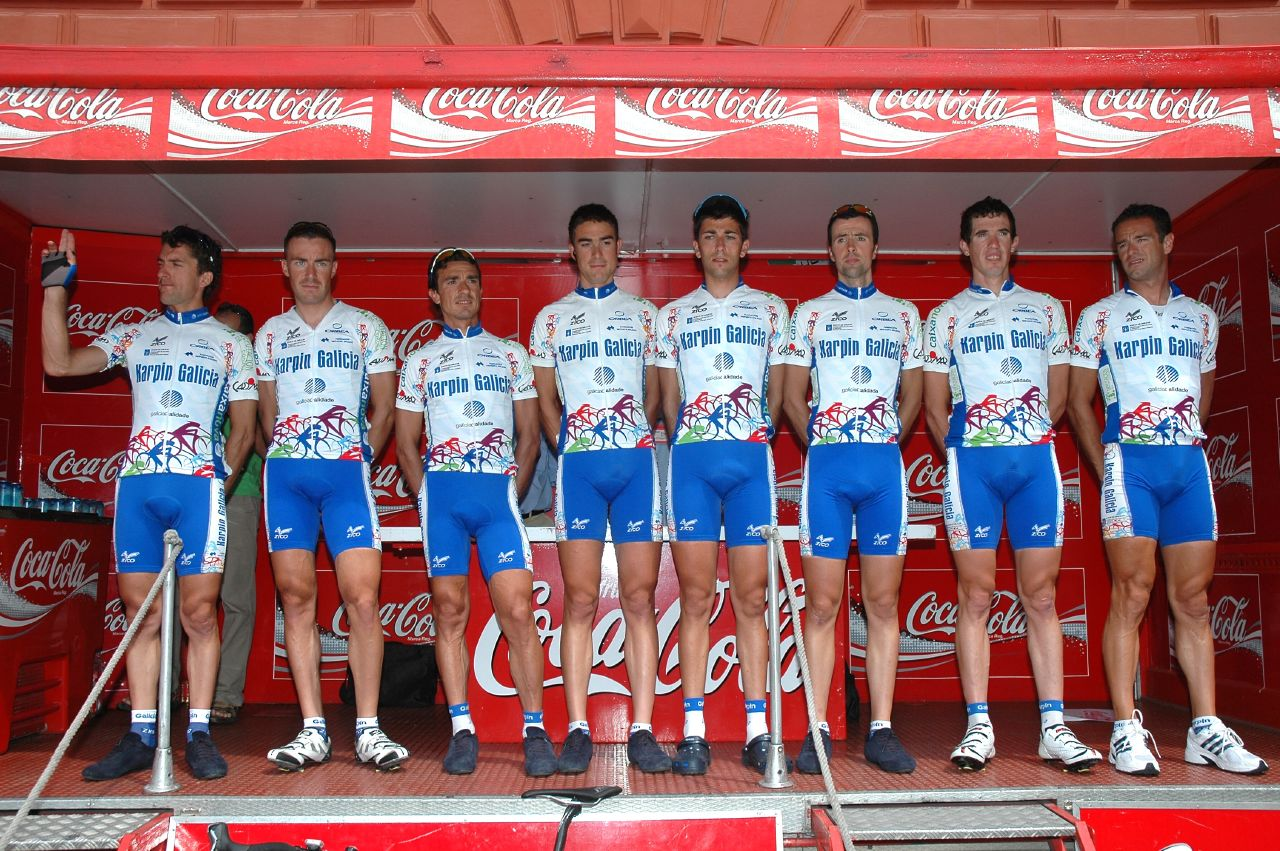
El equipo, en la Euskal Bizikleta.

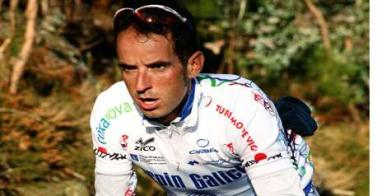
Ezequiel Mosquera fue quinto en su debut en la Vuelta a España.

El equipo participó en la Vuelta al País Vasco.
La primera victoria del equipo llegó el 4 de marzo de la mano de Eduard Vorganov en la Clásica de Almería, aunque no pudo celebrarla como tal en el podio. Vorganov, que había llegado a meta segundo tras ser superado en el sprint por Giuseppe Muraglia, fue finalmente designado como vencedor al ser descalificado el italiano por haber dado positivo por hCG en el control antidopaje que se le realizó.
El primer ciclista de la escuadra en subirse a lo alto del podio fue Eladio Jiménez en Portugal, al imponerse en la etapa reina del Trofeo Joaquim Agostinho, con final en el Alto de Montejunto. Sería el propio Jiménez y de nuevo en territorio luso quien logró las otras dos victorias de la formación en su primera temporada, al imponerse en sendas etapas de la Vuelta a Portugal; el corredor llegó a vestirse de líder tras su segunda victoria en la etapa reina disputada en la penúltima jornada, pero en la contrarreloj final cedió más de dos minutos, viéndose relegado al cuarto puesto de la general y sin posibilidad de subir al podio final por cinco segundos.
El equipo gallego disputó la Vuelta a España. Ezequiel Mosquera, en su debut en una gran vuelta a los 32 años, fue quinto en la general final de la Vuelta a España, a 6'34" del ganador Denis Menchov.
El equipo pudo participar en la Vuelta, que arrancaba precisamente en Vigo, mediante una invitación del organizador Unipublic con la condición (al igual que el resto de equipos de categoría Continental Profesional invitados) de cumplir el Código Ético de los equipos ProTour, que incluía el rechazo a que pudieran ser alineados ciclistas implicados en la Operación Puerto. Tras no haber podido alinearlos en la Vuelta, la escuadra se deshizo de sus tres corredores implicados: rescindió el contrato a Marcos Serrano, y no renovó a Isidro Nozal y Eladio Jiménez.

### 2008

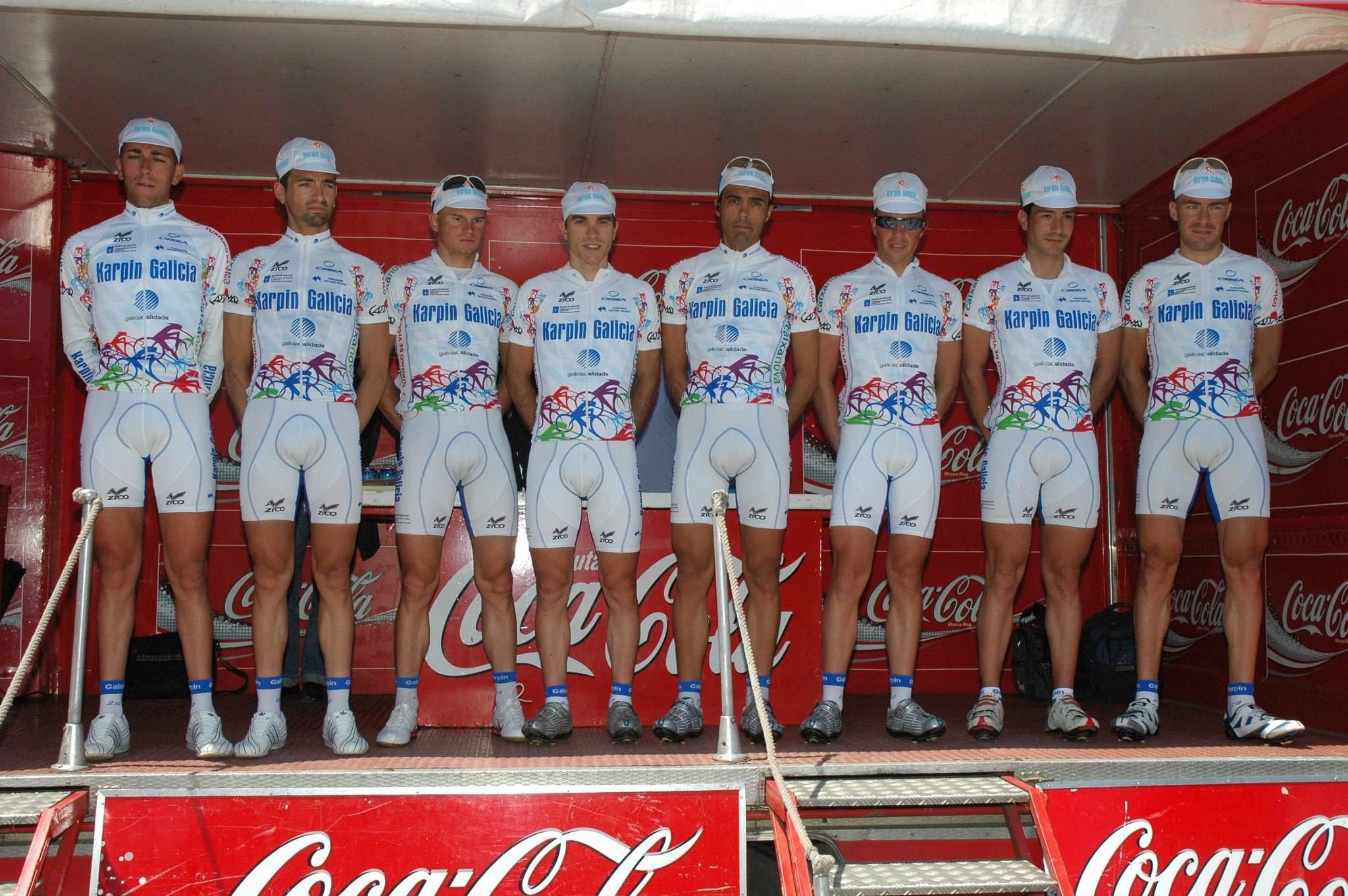
El equipo, en la Euskal Bizikleta con el maillot del todavía Karpin Galicia.

La temporada empezó bien gracias a la victoria de etapa lograda por David Herrero en la Vuelta al País Vasco, una prueba ProTour. El ciclista se encontraba asimismo con posibilidades de entrar en el podio de la general, pero una caída sobre un deslizante paso de cebra próximo a la meta de Orio en el lluvioso penúltimo día, cuando marchaba con los favoritos de la carrera, le impidió disputar la decisiva contrarreloj final. El otro corredor vasco del equipo, Iban Mayoz, fue también protagonista al adjudicarse la clasificación de las metas volantes de dicha Vuelta al País Vasco. Mayoz volvería a ganar el maillot de las metas volantes en la otra ronda por etapas vasca, la Euskal Bizikleta.
Ezequiel Mosquera se impuso en la Clásica de Alcobendas tras ganar la primera etapa y mantener el liderato en los dos sectores de la segunda y última jornada. y de la clasificación general de la Clásica de Alcobendas de Ezequiel Mosquera. Además Gustavo César Veloso se impuso en la general de la Volta a Cataluña.

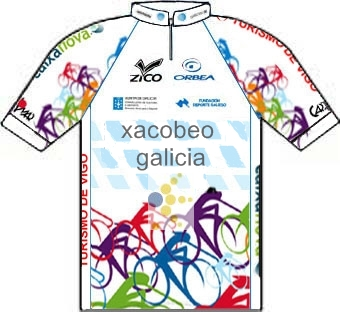
Nuevo maillot del equipo tras la marcha de Karpin y la incorporación de Xacobeo.

Sin embargo, el curso estuvo marcado por la marcha de Karpin a mitad de temporada, después de que el estallido de la burbuja inmobiliaria acarreara un parón en sus proyectos urbanísticos y el incumplimiento de pagos acordados por su sociedad inmobiliaria, incluido el montante económico comprometido con la formación ciclista. Dos años después, en 2010, un juzgado condenaría a Karpin a pagar dos millones de euros al equipo por haber incumplido sus compromisos.
El abandono de Karpin sumió en la incertidumbre el futuro de la escuadra, hasta que el 15 de agosto la Junta de Galicia decidió ampliar su aportación económica haciéndose cargo del 64% del presupuesto (el porcentaje que hasta entonces aportaba Karpin) a través de la sociedad pública Turgalicia (bajo la leyenda Xacobeo, como promoción del Xacobeo 2010), a la vez que mantenía su 20% de aportación directa como hasta entonces (bajo el nombre Galicia). El equipo pasaba así a llamarse Xacobeo Galicia, con un 84% del presupuesto procedente de la Junta.
Esos cambios tuvieron lugar cuando el equipo se encontraba realizando una concentración en Peña Trevinca de cara a la Vuelta.

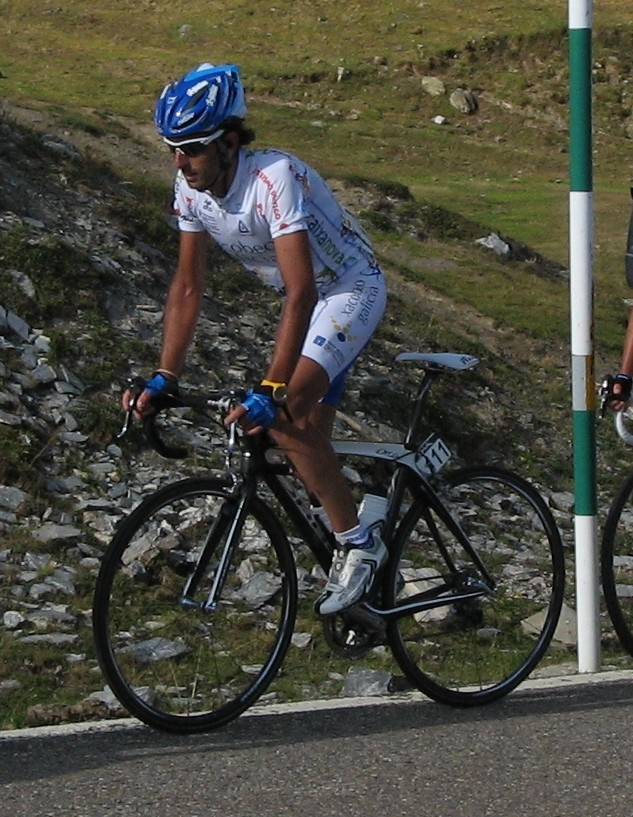
Ezequiel Mosquera, en la Vuelta a España.

Sin embargo, el mejor momento de la temporada para el equipo llegó en la Vuelta a España. La formación logró una victoria de etapa de la mano de David García Dapena, ganador en Ponferrada. Además, Ezequiel Mosquera tuvo una destacada actuación, finalizando 4.º en la general. El director del equipo Álvaro Pino criticó con dureza tras la etapa con final en Fuentes de Invierno a Alberto Contador (Astana), a la postre vencedor final, por haber atacado a Mosquera cuando ambos marchaban juntos en la ascensión cerca ya de meta después de que los ataques del gallego hubieran dejado descolgados a varios favoritos.
El equipo tuvo en total seis victorias en 2008. Se confirmó que seguiría un año más.

### 2009
Se sumó al equipo el triatleta español Iván Raña, quien ya había especulado con su paso al ciclismo en 2000. En su primera carrera con el equipo, en la Challenge de Mallorca, tuvo una desafortunada caída que le frenó la preparación.
Debido al cambio de reglamentación por parte de la Unión Ciclista Internacional respecto a la invitación de carreras el equipo se quedó fuera de los equipos con “Wild Card” que le daban la opción de poder correr todo el UCI World Calendar 2009 por incumplir los requisitos econónimos que este organismo exigía. No obstante, sí pagaron la cuota del pasaporte biológico, pudiendo correr así mediante invitación sus grandes objetivos de la temporada: el Giro de Italia y la Vuelta a España.
Ese año se produjo un cambio en el color político de la Junta de Galicia, donde el PP tomó el relevó del bipartito PSOE-BNG tras las elecciones gallegas del 1 de abril. El nuevo presidente de la Junta, Alberto Núñez Feijóo, nombró a José Ramón Lete Lasa, como nuevo secretario general para el Deporte, entrando este en la órbita de la dirección del equipo como vicepresidente de la Fundación Ciclismo Galego (que permanecía sin presidente desde la marcha de Valery Karpin). Poco después se produjo la designación de Pedro Alfaro como nuevo gerente de la Fundación, mientras que la dirección deportiva siguió bajo el mando de Álvaro Pino y sus auxiliares Jesús Blanco y José Ángel Vidal.
Ezequiel Mosquera tuvo un accidente doméstico que puso en duda su participación en el Giro de Italia, siendo tratado por un recuperador y los remedios a base de hierbas de su mentor, apodado O Bruxo. Sin embargo, Mosquera no pudo recuperarse a tiempo para participar en la ronda italiana. El equipo perdió además por una caída en la tercera etapa del Giro a quien debía ser su hombre fuerte en carrera, David García Dapena, quien en el momento de su retirada vestía la maglia verde de líder de la montaña. En esa situación, y ante la ausencia de victorias de etapa, Pino se mostró a la hora de hacer balance satisfecho con la actitud combativa mostrada por unos corredores que eran en su mayoría debutantes en la ronda transalpina.
Gustavo César Veloso ganó una etapa y Ezequiel Mosquera fue quinto en la general de la Vuelta a España.

### 2010

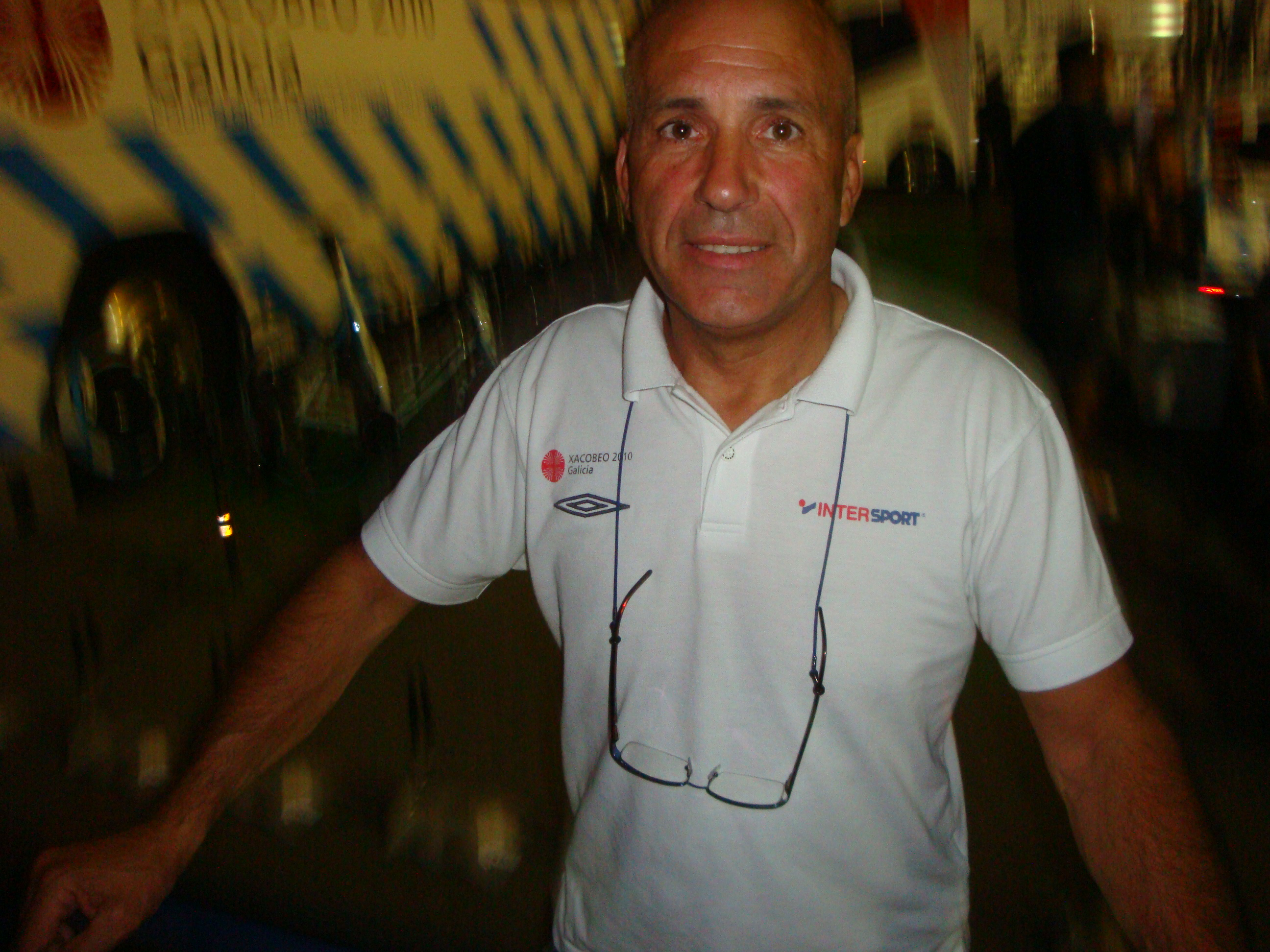
Álvaro Pino, director deportivo del equipo, en la Vuelta a España 2010

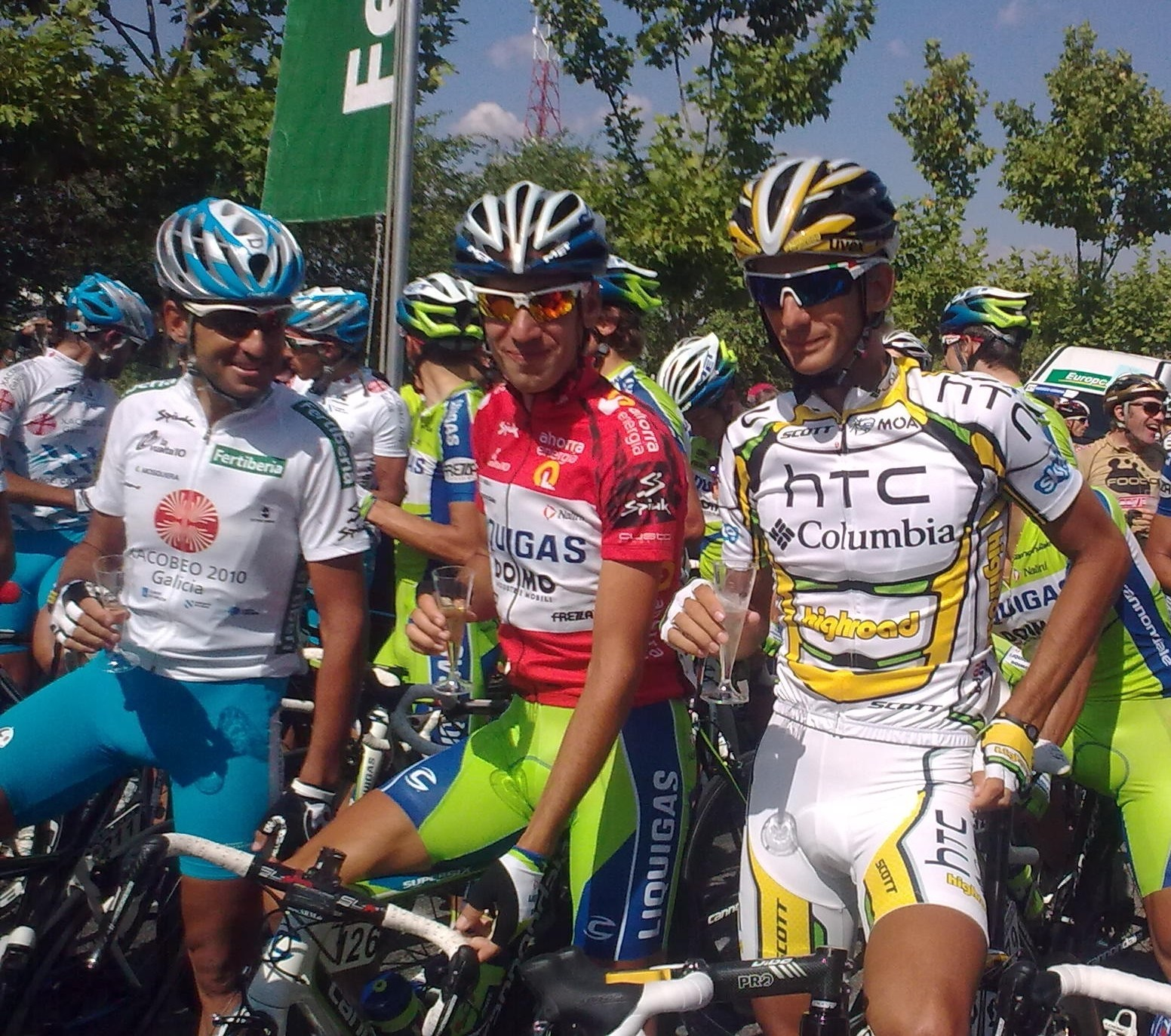
Mosquera, brindando con Nibali y Peter Velits en el cierre de la Vuelta a España.

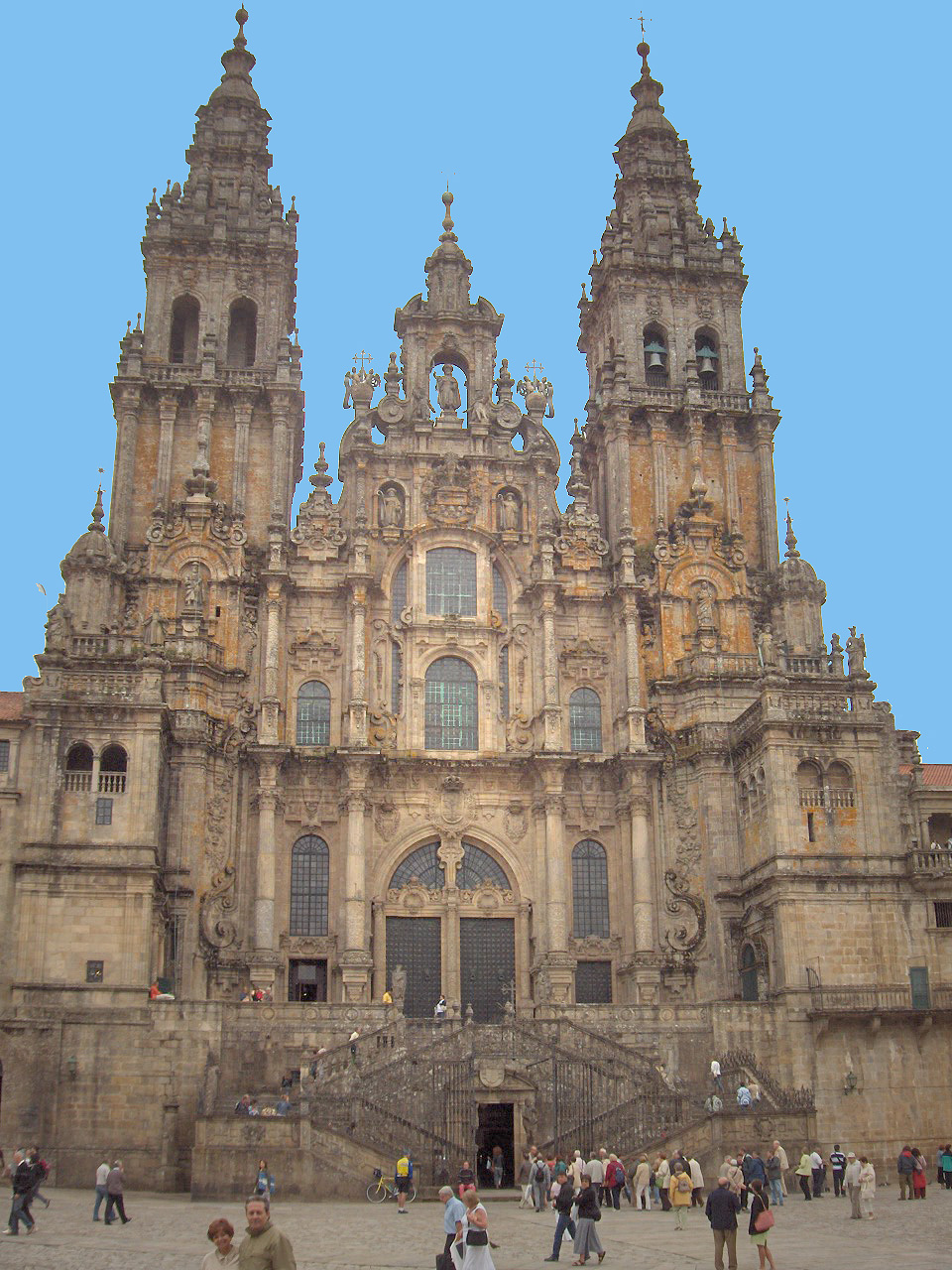
Vista de la Catedral de Santiago de Compostela desde la Plaza del Obradoiro, donde tuvieron lugar dos concentraciones para reclamar la continuidad del equipo.

Ezequiel Mosquera fue tercero en la Vuelta a Castilla y León, por detrás de Alberto Contador e Igor Antón, con los que subió al podio de Santiago de Compostela (en lo que supuso un podio en casa para el conjunto gallego, a pesar de que la ronda era castellanoleonesa). El corredor se resarció así de su bajo rendimiento en la Vuelta al País Vasco, que achacó a su "hándicap de las alergias".
Francisco José Pacheco se impuso al sprint en el Circuito de Guecho. Poco después Mosquera fue segundo en la Vuelta a Burgos tras haber sido también segundo en la última jornada, la etapa reina con final en Lagunas de Neila, por detrás del ganador Samuel Sánchez. Mosquera reconoció públicamente su "preocupación" por el incierto futuro del equipo debido a su difícil situación económica.
En equipo volvió a realizar una concentración en Peña Trevinca antes de la Vuelta, en una edición en la que su objetivo era subir al podio con su jefe de filas Ezequiel Mosquera. En esos días el director deportivo Álvaro Pino anunció que no seguiría en la dirección en la próxima temporada y expresó su deseo de que la escuadra lograra asegurar su continuidad para la siguiente temporada lo antes posible.
En la Vuelta a España, el jefe de filas Ezequiel Mosquera terminó segundo en la general a 41" del ganador Vincenzo Nibali, subiendo así al podio de la Plaza de Cibeles de Madrid. El gallego ganó además la penúltima etapa, con final en la inédita Bola del Mundo, en una jornada en la que no obstante Nibali logró mantener el maillot rojo de líder sobre un Mosquera que tras la caída de Igor Antón y la contrarreloj de Peñafiel era el único con opciones de arrebatarle la victoria final. Del resto del equipo destacaron David García Dapena (undécimo final, tras haber sido segundo en la etapa de Cotobello) y Serafín Martínez (segundo en la clasificación de la montaña).
A pesar de que el 9 de septiembre se había confirmado que el equipo continuaría un año más en el pelotón, el 27 de septiembre José Ramón Lete, secretario general para el Deporte de la Junta de Galicia, dijo que la situación era muy delicada ante la ausencia de un patrocinador para la siguiente temporada que diera viabilidad al proyecto, y aseguró que la prioridad de la formación era pagar a sus integrantes sus sueldos de 2010. Lete admitió que el presupuesto del Xacobeo Galicia, tres millones de euros, equivalía a todo el dinero destinado por la Junta a los más de 1300 clubes deportivos de Galicia. El futuro de la formación quedó por tanto supeditado a que se encontrara una empresa privada como patrocinador adicional, según se acordó en la reunión de la Fundación del 28 de septiembre; sin embargo, las conversaciones abiertas para tal fin con compañía gallega Aluminios Cortizo fracasaron. Por ese motivo, el 30 de septiembre se hizo pública la desaparición de la formación, al no contar con el suficiente apoyo económico.
Ese mismo día la UCI anunció que tanto en las muestras de Ezequiel Mosquera como David García Dapena habían aparecido trazas de hidroxietil almidón, un enmascarador de EPO, en controles realizados durante la Vuelta a España. La Junta de Galicia, patrocinador principal de la escuadra, mostró asimismo su "invariable postura" contra el dopaje tras conocer estas apariciones y el posterior positivo de David García Dapena y destacó su total y decidida colaboración con las investigaciones que pudieran iniciarse como consecuencia. En la Plaza del Obradoiro tuvo lugar una concentración a la que acudieron únicamente 20 personas, incluidos cuatro ciclistas de la formación.
El 3 de octubre tuvo lugar un nuevo acto en la Plaza del Obradoiro, frente a la Catedral de Santiago de Compostela, para reivindicar la existencia de un equipo gallego que tomara el relevo del Xacobeo Galicia. La concentración, realizada bajo las inclemencias del tiempo, reunió a apenas 100-300 personas, y en ella estuvieron entre otros Álvaro Pino, Ezequiel Mosquera y el ciclista que había dado positivo David García Dapena.
El 7 de octubre la UCI anunció que Dapena había dado positivo otra vez, en esta ocasión por EPO, en el control correspondiente a la etapa de Cotobello.
El director deportivo Álvaro Pino dijo sentirse "defraudado, descolocado" tras los últimos acontecimientos.
En una entrevista a La Voz de Galicia el coordinador de los servicios médicos de la escuadra, el doctor Elías Festa, desvinculó al equipo de toda responsabilidad en esos casos de dopaje y dijo que "en la soledad de su casa" cada corredor podía hacer lo que quisiera, al tiempo que apuntó a internet y algunas farmacias como las posibles vías por las que los corredores habrían llegado hasta dichas sustancias dentro del mercado negro. Festa afirmó asimismo que los dos corredores que habían dado positivo no habían presentado valores anómalos en los controles internos realizados previamente; preguntado sobre si algún otro corredor sí había sido advertido por algún resultado anómalo en un control interno, se negó a pronunciarse al respecto.
Por otra parte, la Guardia Civil, a instancias de la Fiscalía de Vigo, tenía abierta una investigación sobre las prácticas de dopaje que pudieran haber tenido lugar en el seno de la escuadra gallega.

## Corredor mejor clasificado en las Grandes Vueltas
| Año  | Giro de Italia       | Tour de Francia | Vuelta a España       |
| ---- | -------------------- | --------------- | --------------------- |
| 2007 | -                    | -               | 5.º Ezequiel Mosquera |
| 2008 | -                    | -               | 4.º Ezequiel Mosquera |
| 2009 | 19.º Eduard Vorganov | -               | 5.º Ezequiel Mosquera |
| 2010 | -                    | -               | 30.º Gonzalo Rabuñal  |

## Cambio de médicos: Beltrán por Bastida

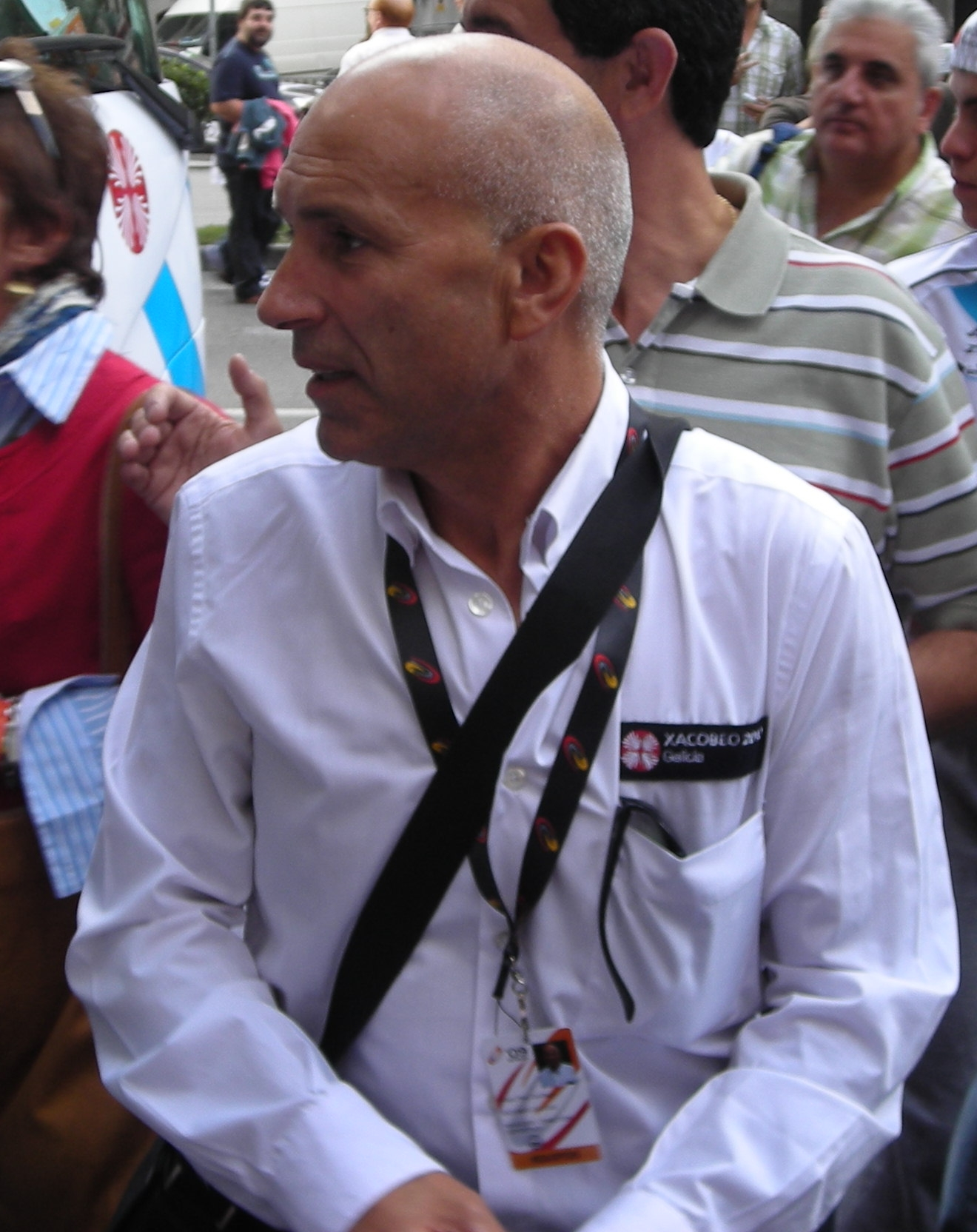
Álvaro Pino, en la Vuelta a España 2009.

En la primera jornada de descanso de la Vuelta a España, en Tarragona, el equipo decidió sustituir a su hasta entonces médico Xoan Manuel Rodríguez Bastida por el colombiano Alberto Beltrán. Días después, al conocerse que hasta tres ciclistas (Héctor Guerra, Nuño Ribeiro e Isidro Nozal) del equipo luso Liberty Seguros Continental preparado por Beltrán habían dado positivo por CERA en la reciente Vuelta a Portugal, la formación gallega decidió apartarle por su posible implicación en dichos casos de dopaje, La escuadra puntualizó que dicha decisión no se había debido a un veto de la organización hacia dicho galeno.
El hecho de que el ciclista Alberto Fernández tuviera que ser ingresado en un hospital por un cólico nefrítico fue relacionado por algunos con las supuestas prácticas ilegales del doctor Beltrán, extremo desmentido por Álvaro Pino que achacó el episodio a "circunstancias, enfermedades que tenemos todos". El corredor también eximió al doctor Beltrán de toda responsabilidad en su patología, motivada según el por un virus.
El 29 de abril de 2010 el doctor Bastida inició una protesta consistente en un encierro indefinido en las dependencias de la Dirección General de Deportes de la Junta para exigir al gobierno gallego el pago de las cantidades que se le adeudaban. Bastida reclamba en concreto los gastos de 2008, nueve mensualidades de 2009 y su sueldo íntegro de 2010, ya que su contrato no concluía hasta diciembre de ese año. El galeno explicó que había sido apartado del equipo en la Vuelta 2009 para ser sustituido por el doctor Alberto Beltrán; según Bastida, esa sustitución podría deberse a su rechazo al dopaje, en contraposición con un Beltrán al que calificó de "médico dopador". El doctor Bastida dijo que Álvaro Pino "sólo concibe el ciclismo con dopaje" y acusó al director gallego de mentir cuando decía que en el momento de contratar a Beltrán no sabía sus antecedentes ligados con el dopaje, al tiempo que denunció que José Ramón Lete (secretario gallego para el Deporte), Pedro Alfaro (gerente de la Fundación) y Pino (director principal) habían ignorado sus repetidas reclamaciones de que le fueran abonados los pagos adeudados. A pesar de sus manifestaciones, ni la Fiscalía ni la AEA se pusieron en contacto con el doctor Bastida en los días posteriores para iniciar una investigación formal. Durante su encierro recibió el apoyo de representantes de los sindicatos CIG, CCOO y UGT.
La Fundación Ciclismo Galego anunció por medio de su gerente Pedro Alfaro su intención de demandar al doctor Bastida "por sus infundadas palabras difamatorias", mientras que Pino prefirió no hacer declaraciones al respecto. Alfaro recalcó asimismo que "en el Xacobeo ni ha habido positivos ni los va a haber". Los corredores, por su parte, emitieron un comunicado en el que dijeron que nadie del equipo les había incitado a doparse y esgrimieron como muestra de su limpieza el hecho de que ningún ciclista de la formación había dado positivo en un control antidopaje.
El doctor Bastida emitió posteriormente un comunicado en el que aseguró que su contencioso con el equipo era exclusivamente económico y recalcó que correspondía a la formación explicar el motivo y las circunstancias de la contratación de Beltrán.

## Material
| Temporada | Bicicletas | Equipaciones | Cascos  | Componentes | Sillines     | Neumáticos | Ciclocomputadores | Vehículos |
| --------- | ---------- | ------------ | ------- | ----------- | ------------ | ---------- | ----------------- | --------- |
| 2007      | Orbea      | Zico         | Catlike | Shimano     | Selle Italia | Vittoria   | Sigma             | Citroën   |
| 2008      | Orbea      | Zico         | Catlike | Shimano     | Selle Italia | Vittoria   | Sigma             | Toyota    |
| 2009      | Orbea      | Etxeondo     | Catlike | Shimano     | Selle Italia | Vittoria   | Sigma             | Toyota    |
| 2010      | BH         | Etxeondo     | Catlike | Shimano     | Prólogo      | Vittoria   | Cateye            | Toyota    |

## Sede
La sede de la Fundación Ciclismo Galego se encuentra en Vigo (C/ Policarpo Sanz n.º 9, 1° B).
Los ciclistas y responsables de la escuadra visitaron diversas escuelas para promocionar el ciclismo.

## Clasificaciones UCI
A partir de 2005 la UCI instauró los Circuitos Continentales UCI, donde el equipo está desde que se creó en 2007, registrado dentro del UCI Europe Tour. Estando en las clasificaciones del UCI Europe Tour Ranking, UCI America Tour Ranking, UCI Asia Tour Ranking y UCI Oceania Tour Ranking así como en la global de los equipos Profesionales Continentales adheridos al pasaporte biológico que hubo solo en 2009 llamada PCT Biological passport. Las clasificaciones del equipo y de su ciclista más destacado son las siguientes (excepto en la PCT Biological passport que solo fue clasificación de equipos):
| Temporada                      | Clasificación por equipos | Mejor corredor en la clasificación individual | Posición |
| 2006-2007 (Europe Tour)        | 25.º                      | Eladio Jiménez                                | 19.º     |
| 2007-2008 (Asia Tour)          | 27.º                      | Gustavo César Veloso                          | 43.º     |
| 2007-2008 (Europe Tour)        | 40.º                      | Ezequiel Mosquera                             | 93.º     |
| 2008-2009 (America Tour)       | 34.º                      | Carlos Castaño Panadero                       | 243.º    |
| 2008-2009 (Europe Tour)        | 41.º                      | David García Dapena                           | 105.º    |
| 2009 (PCT Biological passport) | 16.º                      | -                                             | -        |
| 2010-2011 (America Tour)       | 23.º                      | Francisco José Pacheco                        | 222.º    |
| 2010-2011 (Europe Tour)        | 24.º                      | Ezequiel Mosquera                             | 60.º     |
| 2010-2011 (Oceania Tour)       | 24.º                      | Nélson Oliveira                               | 55.º     |

Tras discrepancias entre la UCI y los organizadores de las Grandes Vueltas, en 2009 se tuvo que refundar el UCI ProTour en una nueva estructura llamada UCI World Ranking, formada por carreras del UCI World Calendar; el equipo siguió siendo de categoría Profesional Continental pero tuvo derecho a entrar en ese ranking los dos primeros años por adherirse al pasaporte biológico.
| Año  | Clasificación por equipos | Mejor corredor en la clasificación individual | Posición |
| 2009 | 22.º                      | Ezequiel Mosquera                             | 52.º     |
| 2010 | 21.º                      | Ezequiel Mosquera                             | 31.º     |

## Palmarés destacado
Para el palmarés completo, véase Palmarés del Xacobeo Galicia

### grandes vueltas ciclistas
- Vuelta Ciclista a España
  - Vuelta Ciclista a España 2008: 1 victoria de etapa ⇒ David García Dapena
  - Vuelta Ciclista a España 2009: 1 victoria de etapa ⇒ Gustavo César Veloso
  - Vuelta Ciclista a España 2010: 1 victoria de etapa ⇒ Ezequiel Mosquera Míguez

### Otras carreras ciclistas
- Victoria final en la Clásica de Almería: 2007 (Eduard Vorganov)
- Victoria final en la Clasificación general de la Volta a Cataluña: 2008 (Gustavo César Veloso)
- Victoria final en la Clasificación general del Tour de Turquía: 2008 (David García Dapena)
- Victoria final en la Clasificación generalVuelta a La Rioja: 2009 (David García Dapena)

## Principales corredores
Para las plantillas del equipo, véase Plantillas del Xacobeo Galicia
- Ezequiel Mosquera (2007-2010)
- David García Dapena (2007-2010)
- David Herrero (2007-2009)
- Eladio Jiménez (2007)
- Gustavo César Veloso (2007-2010)
- Francisco José Pacheco (2010)
- Eduard Vorganov (2007-2009)

Plantilla última temporada de existencia del Xacobeo Galicia (2010)
| Nombre                  | Nacimiento | Nacionalidad | Equipo 2009                     |
| Carlos Castaño          | 07/05/1979 | España       | Xacobeo Galicia                 |
| Gustavo César Veloso    | 29/01/1980 | España       | Xacobeo Galicia                 |
| José Antonio de Segovia | 22/10/1982 | España       | Neoprofesional                  |
| Gustavo Domínguez       | 17/10/1980 | España       | Xacobeo Galicia                 |
| Alberto Fernández       | 15/11/1981 | España       | Xacobeo Galicia                 |
| Delio Fernández         | 17/02/1986 | España       | Xacobeo Galicia                 |
| David García            | 30/09/1977 | España       | Xacobeo Galicia                 |
| Marcos García           | 04/12/1986 | España       | Xacobeo Galicia                 |
| Rodrigo García          | 27/02/1980 | España       | Miche-Silver Cross-Selle Italia |
| Vladimir Isaichev       | 26/04/1986 | Rusia        | Xacobeo Galicia                 |
| Serafín Martínez        | 14/02/1984 | España       | Xacobeo Galicia                 |
| Ezequiel Mosquera       | 19/11/1975 | España       | Xacobeo Galicia                 |
| Nélson Oliveira         | 06/03/1989 | Portugal     | Neoprofesional                  |
| Francisco José Pacheco  | 27/03/1982 | España       | Contentpolis-AMPO               |
| Gonzalo Rabuñal         | 01/08/1984 | España       | Xacobeo Galicia                 |
| Gustavo Rodríguez       | 16/09/1979 | España       | Neoprofesional                  |
| Stagiaire               | Nacimiento | Nacionalidad | Equipo 2010                     |
| Aser Estévez            | 18/07/1988 | España       | Neo (Caixanova)                 |
| Pablo Torres            | 28/11/1987 | España       | Neo (Caja Rural)                |